# Lữ đoàn Đặc công 429, Quân đội nhân dân Việt Nam
Lữ đoàn Đặc công 429 là một đơn vị đặc công bộ cấp lữ đoàn của Quân đội nhân dân Việt Nam, chịu sự chỉ huy trực tiếp của Bộ Tư lệnh Binh chủng Đặc công.

## Lịch sử
Trung đoàn Đặc công 429 thành lập ngày 4 tháng 2 năm 1969 tại miền Đông Nam Bộ trên cơ sở các đơn vị của Phòng Đặc công Cơ giới Miền (J16) và lực lượng từ Binh chủng Đặc công tăng cường. Tháng 8 năm 1967 Trung đoàn 429 thành Đoàn 429; đến tháng 11 năm 1969 thành Lữ đoàn Đặc công 429 và đến năm 1972 thu gọn lại thành Trung đoàn Đặc công cơ động trực thuộc Bộ Chỉ huy Miền, tác chiến trong đội hình Đoàn Đặc công 27.
Sau ngày miền Nam hoàn toàn giải phóng, Trung đoàn thuộc Sư đoàn bộ binh 302, Quân khu 7. Cuối năm 1996 đến tháng 4 năm 2013 thành Đoàn đặc công 429, từ 22 tháng 5 năm 2013 đến nay theo Quyết định số 1700/QĐ-BQP của Bộ Quốc phòng tổ chức lại thành Lữ đoàn Đặc công Bộ 429 thuộc Binh chủng Đặc công đứng chân trên địa bàn huyện Phú Giáo, tỉnh Bình Dương.
Lữ đoàn Đặc công Bộ 429 là đơn vị đặc công chủ lực cơ động đầu tiên ở chiến trường miền Đông Nam Bộ. Ra đời, trưởng thành dưới sự lãnh đạo, chỉ đạo của Quân ủy Trung ương, Bộ Quốc phòng, mà trực tiếp là Bộ chỉ huy Miền, Bộ Tư lệnh Đặc công, sự cộng tác, giúp đỡ của các lực lượng vũ trang và nhân dân, đơn vị đã lớn mạnh, trưởng thành nhanh chóng, hoàn thành nhiệm vụ xây dựng lực lượng và chiến đấu, lập nhiều chiến công.
Lữ đoàn đã tham gia nhiều trận đánh, tiêu biểu là:
- Trận đánh các căn cứ Đồng Dù, Dầu Tiếng, Phước Vĩnh của Sư đoàn 25 "Tia chớp nhiệt đới" và Sư đoàn 1 "Anh cả đỏ" của Mỹ, mùa xuân 1969;
- Chiến dịch Nguyễn Huệ năm 1972;
- Chiến dịch Phước Long năm 1974;
- Chiến dịch Hồ Chí Minh năm 1975.
- Chiến tranh biên giới Tây Nam.

## Cơ cấu tổ chức

###### Cơ quan
- Phòng Tham mưu
- Phòng Chính trị
- Phòng Hậu cần - Kỹ thuật

###### Đơn vị
- Tiểu đoàn Đặc công bộ 7
- Tiểu đoàn Đặc công bộ 8
- Tiểu đoàn Đặc công bộ 9 (Khung Huấn luyện)
- Đại đội Chống khủng bố 12
- Đại đội Thông tin 18
- Đại đội Trinh sát 20
- Đại đội Quân y 24
- Trung đội Vệ binh 14 (trực thuộc Phòng Tham mưu)
- Trung đội Hỏa lực 15 (trực thuộc Phòng Tham mưu)
- Trung đội Vận tải 17 (trực thuộc Phòng Hậu cần - Kỹ thuật)
- Trung đội Bảo đảm Thao trường Huấn luyện (trực thuộc Phòng Tham mưu)